# Papierberk
De papierberk (Betula papyrifera) is een plant uit de berkenfamilie (Betulaceae) die afkomstig is uit Canada en het noorden van de Verenigde Staten. Het is een meerstammige boom die 15–20 m hoog wordt en een roomwitte schors heeft die in vele dunne witte stroken afschilfert. De twijgen zijn roodbruin. De bladeren zijn eirond tot hartvormig, 5–10 cm lang en toegespitst. De mannelijke katjes staan steeds in groepen van drie stuks. De vrouwelijke katjes hangen meestal. De vruchtschubben zijn behaard.
Een variëteit is Betula papyrifera var. commutata

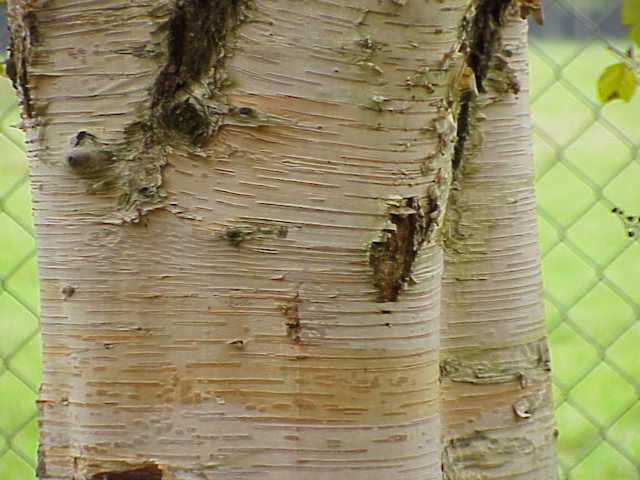
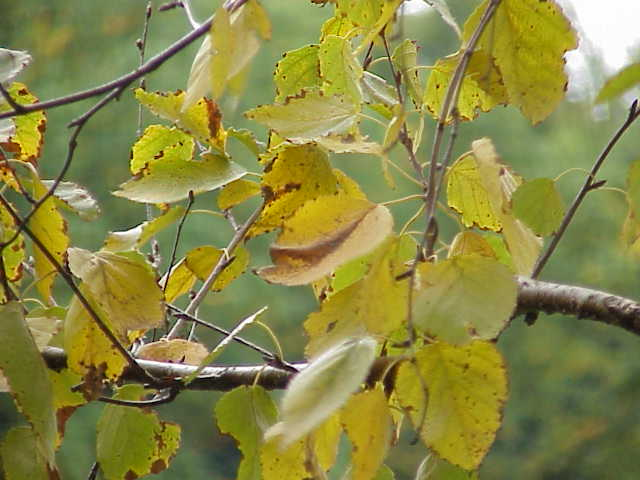

... · 
B. albosinensis (Chinese berk) · 
B. ermanii (Goudberk) · 
B. fruticosa  · 
B. humilis  · 
B. lenta (Suikerberk) · 
B. maximowicziana (Grootbladige berk) · 
B. medwediewii (Transkaukasische berk) · 
B. nana (Dwergberk) · 
B. nigra (Rode berk) ·  
B. papyrifera (Papierberk) · 
B. paraermanii · 
B. pendula (Ruwe berk) · 
B. platyphylla (Aziatische berk) · 
B. populifolia (Grijze berk) · 
B. pubescens (Zachte berk) · 
B. utilis (Witte Himalayaberk) · 
...